# (21047) Hodierna
(21047) Hodierna es un asteroide perteneciente al cinturón exterior de asteroides, descubierto el 22 de septiembre de 1990 por Eric Walter Elst desde el Observatorio de La Silla, Chile.

## Designación y nombre
Designado provisionalmente como 1990 SE5. Fue nombrado  por Giovanni Battista Odierna (1597-1660) quien fue un sacerdote católico que enseñó matemáticas y astronomía en Ragusa, Sicilia. Apasionado seguidor de Galileo, observó los anillos de Saturno y los eclipses de los satélites de Júpiter. Su obra más conocida fue Medicaeorum Ephemerides . 

## Características orbitales
Hodierna está situado a una distancia media del Sol de 3,972 ua, pudiendo alejarse hasta 4,673 ua y acercarse hasta 3,272 ua. Su excentricidad es 0,176 y la inclinación orbital 4,497 grados. Emplea 2891,71 días en completar una órbita alrededor del Sol.
Los próximos acercamientos a la órbita de Júpiter ocurrirán el 13 de enero de 2046, el 22 de junio de 2069 y el 2 de septiembre de 2092.

## Características físicas
La magnitud absoluta de Hodierna es 13,07. Tiene 16,029 km de diámetro y su albedo se estima en 0,052.